# Мирный (Вагайский район)
Мирный — посёлок в Тюменской области, входит в состав Вагайского района и Первовагайского сельского поселения.

## География
Деревня находится на берегу реки Иртыш. Автобусное сообщение.

## Население
| 2010 |
| ---- |
| 110  |